# Жалсарайн, Тимур Ухинович
Тимур Ухинович Жалсарайн (1928 г., село Судунтуй Агинского района — 1991 г., село Кусоча Могойтуйского района) — забайкальский педагог, краевед, исследователь.

## Биография
Родился в селе Судунтуй Агинского района в 1928 году в семье Полона Ухина — бедного пастуха. Семья была многодетная. Самым младшим тринадцатым ребёнком был Тимур. В 1936 году Тимур пошел в школу и, закончив её, продолжил образование в Агинском педагогическом училище. После окончания училища, в 1946 году, продолжил образование в высшем учебном заведении по географии в Иркутске. В начале 1950-х годов, Тимур Ухинович начинает свою педагогическую деятельность в Агинской средней школе, где и проработал много лет. Также работал и в других школах Агинского округа.

## Исследовательская деятельность
Т. У. Жалсарайн выявил тридцать водораздельных точек тройных водоразделов (англ.) между наиболее значительными реками. Из них им дано описание четырех наиболее уникальных.
В 1977 году Т. У. Жалсарайн обратил внимание на неповторимость тройного стыка речных систем Енисея, Лены и Амура — одних из крупнейших речных систем в мире. В 1979 году он писал, что «нигде в других местах ни одна пара великих речных систем или несопредельна или не образует водораздельной точки с третьей подобной себе речной артерией». Анализируя географические карты, Т. У. Жалсарайн определил и указал географическое положение стыка речных систем рек Енисей, Лена и Амур на Яблоновом хребте в Забайкалье недалеко от города Читы. На основе этого географического факта Т. У. Жалсарайн в 1977 г. говорил об уникальном географическом расположении Читинской области в водосборных бассейнах сразу трех величайших рек мира.
Помимо Амуро-Лено-Енисейского стыка речных систем Т. У. Жалсарайн дал описание водораздельным точкам между Тихим, Атлантическим и Северным Ледовитым океанами; между Балтийским, Каспийским и Чёрным морями; между речными системами Ганга, Инда и Брахмапутры.

## Педагогическое мастерство
На научно-практической конференции «Жалсарайн Тимур Ухинович — педагог, географ, краевед, исследователь», проведенной в апреле 2010 года в Агинском, прозвучало, что имя Тимура Ухиновича по праву стоит в одном ряду с такими педагогами, как Занков, Амонашвили, и что это педагог, опередивший свое время на несколько десятков лет. Уже в 1960—1970-е годы, Жалсарайн вводил обучение, основанное на технологии логических опорных конспектов (ЛОК или ЛОС — листы опорных сигналов), что было особенно важно в национальных школах, где дети превосходно владели родным языком, но не всегда на таком же уровне русским.

### Гонения
Его программа обучения не входила в рамки методических разработок, за что он подвергался гонениям и преследованиям со стороны чиновников от образования, инспекторские проверки следовали одна за другой.

## Увлечения
В 1960-е годы с увлечением занимался режиссурой в народном театре. Изучал труды Архимеда о числах, о правильных многогранниках. Позже, в 1980-е, написал ряд статей по ономастике, нумерологии, художественные рассказы.

## Признание заслуг Т. У. Жалсарайна

### Поддержка научным сообществом
Идеи Т. У. Жалсарайна были поддержаны директором ЧИПР СО АН СССР, д. г-м. н. Ф. П. Кренделевым. Понимая научную значимость открытия Т. У. Жалсарайна, Забайкальский филиал Русского географического общества рекомендовал создать памятник природы «Водораздельная гора на Яблоновом хребте». В 1983 году решением Читинского исполкома народных депутатов СССР такой памятник природы был создан. В 2012 году по решению Забайкальского регионального отделения ВОО «Русское географическое общество» водораздельной горе на Яблоновом хребте дано название гора Палласа. Председатели ЗРО ВОО «РГО» доктор исторических наук А. В. Константинов (с 2010 г.) и Ю. Т. Руденко (до 2010 г.) считают, что гора Палласа должна стать своеобразной «Меккой» в познавательном туризме Идеи Т. У. Жалсарайна вызвали интерес у монгольских географов и американских сотрудников научно-исследовательского центра национального парка «Глейшер» Американское географическое общество заинтересовалось исследованиями Т. У. Жалсарайна и предложило поместить статьи о нём и его концепции в американских географических журналах Ежегодно члены ЗРО ВОО «Русское географическое общество» рассказывают о Т. У. Жалсарайне во время массовых восхождений на гору Палласа.
В изданной в 2020 году Русским географическим обществом книге «Современная Россия: географическое описание нашего Отечества. Сибирь» из всех достопримечательностей края визитной карточкой Забайкальского края выбран «Яблоновый хребет — великий водораздел двух мировых океанов и трёх крупнейших рек планеты: Лены, Амура и Енисея». Важно, что визитная карточка Забайкальского края фактически одобрена ответственными редакторами издания, которыми стали известные российские географы академик РАН В.М. Котляков и д.г.н. Л. М. Корытный , а также его рецензентами — академиком РАН В. А. Крюковым и член-корр. РАН В.А. Снытко.

### Бренды Забайкальского края
Исследования Т. У. Жалсарайна стали основной для брендов Забайкальского края, предложенных председателем Забайкальского регионального отделения ВОО «Русское географическое общество» Ю. Т. Руденко, археологом и бардом К. О. Шлямовым и гидробиологом П. В. Матафоновым.

### Награды
- «Отличник народного просвещения РСФСР»[1]

### Конференции памяти Т. У. Жалсарайна
В 2010 году в поселке Агинское состоялась первая конференция «Жалсарайн Тимур Ухинович — педагог, географ, краевед, исследователь».
В 2013 году в Агинском национальном музее имени Гомбожаба Цыбикова прошла II научно-практическая конференция «Тимур Ухинович Жалсарайн — педагог-новатор, исследователь, краевед», посвященная 85-летию со дня рождения человека, ставшего открывателем водораздела на Яблоновом хребте.
В 2018 году состоялась конференция посвященная 90-летию Т. У. Жалсарайна
В 2021 г. в поселке Агинское состоялась V межрегиональная научно-практическая конференция "Жалсарайновские чтения-2021"

### Образ Т. У. Жалсарайна в художественных произведениях
Тимур Ухинович явился прототипом учителя в художественной книге Жамьяна Балданжабона «Тайны Алханая», включенной в программу по бурятской литературе общеобразовательной школы.

## Публикации Т. У. Жалсарайна
- Жалсарайн Т. У. Точка великого водораздела // Забайкальский рабочий. 1977 г.
- Жалсарайн Т. У. Четыре точки на планете // Агинская правда. № 67. — 1979 г.